# 10981 Франсаріс
10981 Франсаріс (10981 Fransaris) — астероїд головного поясу, відкритий 17 жовтня 1977 року.
Тіссеранів параметр щодо Юпітера — 3,276.